# Marlène Mourreau
 (mai 2014).
Marlène Mourreau dite Marlène, née le 19 avril 1969 à Neuilly-sur-Seine, est une animatrice de télévision française et espagnole.

## Biographie
Ses parents ont choisi ce prénom car son père, chauffeur de grande remise, accompagnait Marlène Dietrich.
Sa carrière débute en 1985 : elle est élue Miss Franche-Comté 1985, puis deuxième dauphine de Miss France 1986, Première dame d'honneur de Miss France 1986.
Par la suite, elle mène une carrière de mannequin pendant trois ans avec les agences V.I.P. et Metropolitan, et créé son agence de mannequins Body Bobines.
Elle est découverte par le photographe Christophe Mourthé et devient son modèle. Le photographe publie le livre Marlène Love aux éditions Vents d'Ouest, qui sera vendu à 8 000 exemplaires. 

### Vie privée
Dans son livre paru en 1995, elle indique avoir été auditionnée en 1992 par la police au sujet du nouveau réseau de proxénétisme mené par Madame Claude. Une des collaboratrices de Marlène Mourreau, issue de l'agence de mannequins créée par Mourreau, avait effectué la mise en relation auprès de Madame Claude, sans que Marlène Mourreau ne soit mise au courant.
En 2001, elle devient maman d'un garçon nommé Gabriel Guevara, après s'être mariée en juin 2000 avec le danseur Michel Guevara.

## Carrière à la télévision

### En France (1990-1995)
En 1990, elle commence sa carrière de présentatrice à la télévision, en animant la première émission érotique sur M6 intitulée Vénus, puis Sexy zap jusqu'en 1993.
Cette exposition lui permet d'être lancée par AB Production qui la fait enregistrer le titre house Sombre désir en 1991. Puis, elle sortira le titre dance Explosion en 1994 produit par Angelo di Napoli.
Invitée par Béatrice Schönberg dans l'émission Télé-vision sur TF1,  elle est remarquée par Philippe Bouvard, qui lui propose d'intégrer l'émission Les Grosses Têtes, diffusée en prime-time sur TF1. Patrick Sébastien en fait ensuite sa muse dans toutes ses émissions sur TF1, jusqu'en 1995. 
À la même période, elle devient un phénomène médiatique. En avril 1994, le magazine L'Obs lui consacre un article et la surnomme la poupée gonflante du PAF
À la fin de la saison 1994, elle est néanmoins exclue des Grosses Têtes par Philippe Bouvard à la suite d'une interview accordée au magazine Entrevue, dans laquelle elle évoquait crûment ses désirs sexuels.

### En Espagne (1995-2005)
Elle présente ensuite une candidature-canular à l'élection présidentielle française de 1995 avec son parti le PLA (Parti de la liberté et de l'amour) sous la houlette de Patrick Sébastien, promettant le mariage pour tous, l'accès aux soins facilité via des préservatifs gratuits... Cette tentative la fait connaître en Europe et elle s'installe en Espagne, où elle commence une seconde carrière d'animatrice. À partir de 1995, elle présente l'émission Semaforo sur TVE1, et plusieurs autres émissions de variétés pendant une quinzaine d'années.

### Retour en France (depuis 2005)
En 2005, elle revient à la télévision française en tant que participante à l'émission de téléréalité de TF1 Première Compagnie, tournée en Guyane. Elle gagne ensuite le concours Celebrity Dancing sur TF1 en 2006.
En 2010, elle s'installe à nouveau durablement en France afin de produire son nouveau spectacle en 2011 au cabaret La Nouvelle Eve.
En 2012, elle arrête sa carrière de danseuse et meneuse de revue pour devenir comédienne, coachée par Oscar Sisto dans son académie.

Depuis 2013, elle joue au théâtre dans plusieurs pièces de boulevard en Espagne.

## Synthèse des émissions

### Télévision

#### En France
- 1990 - 1993 : Venus renommé Sexy Zap, sur M6 : animatrice
- 1992 - 1993 : Allô Marlène sur MCM : animatrice
- 1993-1994 : Les Grosses Têtes sur TF1 : sociétaire
- 1994 : Garçon, la suite sur TF1 : meneuse de jeu auprès de Patrick Sébastien
- 1994 : La 1ère coupe du monde la séduction" sur M6 : jurée
- 1994-1995 : Les vieux de la vieille sur TF1 : meneuse de jeu auprès de Patrick Sébastien

#### En Espagne
- 1995 : Esto es espectáculo
- 1995-1997 : El Semaforo : co-animatrice avec Narcisso Ibanez Serrador.
- 1997-1998 : No Veas sur TVE1 : coprésentatrice en duo comique avec Pepe Viyuella
- 1997 : Hoy es posible
- 1998 : La llamada de la suerte
- 1998 - 1999 : Risas y estrellas
- 1998 - 2001 : Furor
- 2000 : Noche de fiesta
- 2003 - 2005 : ¿Dónde estás, corazón?
- 2007 - 2009 : Luar
- 2021 : Ochéntame... otra vez

#### Au Portugal
- 1994-1995 : Minas e armadilhas sur la SIC

#### Téléréalité
- 2004 : Gran Hermano VIP - saison 1 ( Espagne) : candidate gagnante
- 2005 : Première compagnie - saison 1 sur TF1 ( France) : candidate
- 2006 : Celebrity Dancing - saison 2 sur TF1          ( France) : candidate gagnante
- 2006 : Supervivientes saison 7 sur Telecinco ( Espagne) : candidate
- 2012 : L'Île des vérités - saison 2, sur NRJ 12 ( France) : invitée guest
- 2017 : Cámbiame ( Espagne) : candidate

### Radio
- 1993-1994 :  Les Grosses Têtes sur RTL : sociétaire
- 2010 : On va s'gêner sur Europe 1 : chroniqueuse

## Filmographie
- 1993 : Salut les Musclés sur TF1 ( France) : Gala (un épisode)
- 1993 et 1995 : Van Loc : un grand flic de Marseille sur TF1 ( France) : Maryline
- 1994 : Un, dos, tres... responda otra vez sur TVE1 ( Espagne) : Criatura
- 1996 : Chicles, court-métrage ( Espagne)
- 1997 : Hostal Royal Manzanares sur TVE1 ( Espagne) : Mari Pepa
- 1998 : Ni contigo ni sin tí sur TVE1 ( Espagne) : Veronique / Monique
- 1999 : Mediterraneo sur Telecinco ( Espagne)
- 1999 : Telepasión española sur TVE1 ( Espagne)
- 2000 : Ada madrina sur Antena 3 ( Espagne)
- 2000 : ¡Ja me maaten…!, film ( Espagne) : Marlène
- 2002 : Grand Prix sur TVE1 ( Espagne)
- 2003 : Paraíso sur TVE1 ( Espagne) : Monica
- 2005 : La Granja sur Antena 3 ( Espagne)
- 2012 : Le Jour où tout a basculé - épisode Mon amant et sa femme m'exploitent sur France 2 ( France) : Virginie
- 2019 : Parnasiada ( Espagne)

## Singles
- 1991 : Sombre désir
- 1994 : Explosion
- 2005 : El Bimbo #29 au Top 50 français
- 2011 : Paris Latino, version espagnole sur plate-forme internet

## Livres
- 1994 : Sortie du livre de photos en noir et blanc de Christophe Mourthé : MARLENE Love.
- 1995 : Mes 400 coups, autobiographie, éd. TF1 Édition.